# 岭下镇 (白城市)
岭下镇，是中华人民共和国吉林省白城市洮北区下辖的一个乡镇级行政单位。

## 行政区划
岭下镇下辖以下地区：
中兴社区、中华社区、中津社区、中东社区、中州社区、新平村、吉庆村、四家子村、红石岭村、岭西村、建政村、胜利村、岭河村、石头井子村、兴龙村和新建村。